# Final do Champions Series de Patinação Artística no Gelo de 1997–98
A Final do Champions Series de Patinação Artística no Gelo de 1997–98 foi a terceira edição da competição, um evento anual de patinação artística no gelo organizado pela União Internacional de Patinação (em inglês:  International Skating Union), e o evento final do Champions Series de 1997–98. Os patinadores se qualificaram para essa competição através de outras seis competições: Trophée Lalique, NHK Trophy, Cup of Russia, Nations Cup, Skate America e Skate Canada International. A competição foi disputada entre os dias 18 de dezembro e 20 de dezembro de 1997, na cidade de Munique, Alemanha.

## Eventos
- Individual masculino
- Individual feminino
- Duplas
- Dança no gelo

## Medalhistas
| Evento                        | Ouro                                           | Prata                                     | Bronze                                      |
| Individual masculino detalhes | Ilia Kulik · Rússia                            | Elvis Stojko · Canadá                     | Todd Eldredge · Estados Unidos              |
| Individual feminino detalhes  | Tara Lipinski · Estados Unidos                 | Tanja Szewczenko · Alemanha               | Maria Butyrskaya · Rússia                   |
| Duplas detalhes               | Elena Berezhnaya · Anton Sikharulidze · Rússia | Mandy Wötzel · Ingo Steuer · Alemanha     | Oksana Kazakova · Artur Dmitriev · Rússia   |
| Dança no gelo detalhes        | Pasha Grishuk · Evgeni Platov · Rússia         | Shae-Lynn Bourne · Viktor Kraatz · Canadá | Marina Anissina · Gwendal Peizerat · França |

## Resultados

### Individual masculino
| Pos.              | Nome             | Nacionalidade  | Pontos | PC | PL |
| ----------------- | ---------------- | -------------- | ------ | -- | -- |
| Medalha de ouro   | Ilia Kulik       | Rússia         | 2.0    | 2  | 1  |
| Medalha de prata  | Elvis Stojko     | Canadá         | 2.5    | 1  | 2  |
| Medalha de bronze | Todd Eldredge    | Estados Unidos | 4.5    | 3  | 3  |
| 4                 | Alexei Yagudin   | Rússia         | 7.0    | 6  | 4  |
| 5                 | Evgeni Plushenko | Rússia         | 7.0    | 4  | 5  |
| 6                 | Igor Pashkevich  | Azerbaijão     | 8.5    | 5  | 6  |

### Individual feminino
| Pos.              | Nome             | Nacionalidade  | Pontos | PC | PL |
| ----------------- | ---------------- | -------------- | ------ | -- | -- |
| Medalha de ouro   | Tara Lipinski    | Estados Unidos | 1.5    | 1  | 1  |
| Medalha de prata  | Tanja Szewczenko | Alemanha       | 3.5    | 3  | 2  |
| Medalha de bronze | Maria Butyrskaya | Rússia         | 4.0    | 2  | 3  |
| 4                 | Irina Slutskaya  | Rússia         | 6.0    | 4  | 4  |
| 5                 | Elena Sokolova   | Rússia         | 7.5    | 5  | 5  |
| WD                | Laetitia Hubert  | França         | —      | WD |    |

### Duplas
| Pos.              | Nome                                  | Nacionalidade | Pontos | PC | PL |
| ----------------- | ------------------------------------- | ------------- | ------ | -- | -- |
| Medalha de ouro   | Elena Berezhnaya / Anton Sikharulidze | Rússia        | 2.0    | 2  | 1  |
| Medalha de prata  | Mandy Wötzel / Ingo Steuer            | Alemanha      | 2.5    | 1  | 2  |
| Medalha de bronze | Oksana Kazakova / Artur Dmitriev      | Rússia        | 4.5    | 3  | 3  |
| 4                 | Shen Xue / Zhao Hongbo                | China         | 6.0    | 4  | 4  |
| 5                 | Evgenia Shishkova / Vadim Naumov      | Rússia        | 7.5    | 5  | 5  |

### Dança no gelo
| Pos.              | Nome                                    | Nacionalidade  | Pontos | DC | DO | DL |
| ----------------- | --------------------------------------- | -------------- | ------ | -- | -- | -- |
| Medalha de ouro   | Pasha Grishuk / Evgeni Platov           | Rússia         | 2.0    | 1  | 1  | 1  |
| Medalha de prata  | Shae-Lynn Bourne / Victor Kraatz        | Canadá         | 4.0    | 2  | 2  | 2  |
| Medalha de bronze | Marina Anissina / Gwendal Peizerat      | França         | 6.0    | 3  | 3  | 3  |
| 4                 | Irina Lobacheva / Ilia Averbukh         | Rússia         | 8.0    | 4  | 4  | 4  |
| 5                 | Barbara Fusar-Poli / Maurizio Margaglio | Itália         | 10.4   | 6  | 5  | 5  |
| 6                 | Elizabeth Punsalan / Jerod Swallow      | Estados Unidos | 11.6   | 5  | 6  | 6  |

## Quadro de medalhas
| Ordem | País           | Medalha de ouro | Medalha de prata | Medalha de bronze |    | Ordem por total |
| ----- | -------------- | --------------- | ---------------- | ----------------- | -- | --------------- |
| 1     | Rússia         | 3               |                  | 2                 | 5  | 1               |
| 2     | Estados Unidos | 1               |                  | 1                 | 2  | 2               |
| 3     | Alemanha       |                 | 2                |                   | 2  | 2               |
| 3     | Canadá         |                 | 2                |                   | 2  | 2               |
| 5     | França         |                 |                  | 1                 | 1  | 5               |
| TOTAL | TOTAL          | 4               | 4                | 4                 | 12 | —               |